# ريتشارد دوماس (لاعب هوكي الجليد)
ريتشارد دوماس هو لاعب هوكي الجليد كندي، ولد في 21 أغسطس 1951 في غرانبي في كندا.

## وصلات خارجية
- ريتشارد دوماس على موقع EliteProspects.com (الإنجليزية)
- ريتشارد دوماس على موقع HockeyDB.com (الإنجليزية)
- ريتشارد دوماس على موقع Hockey-Reference.com (الإنجليزية)